# Моторизована піхота

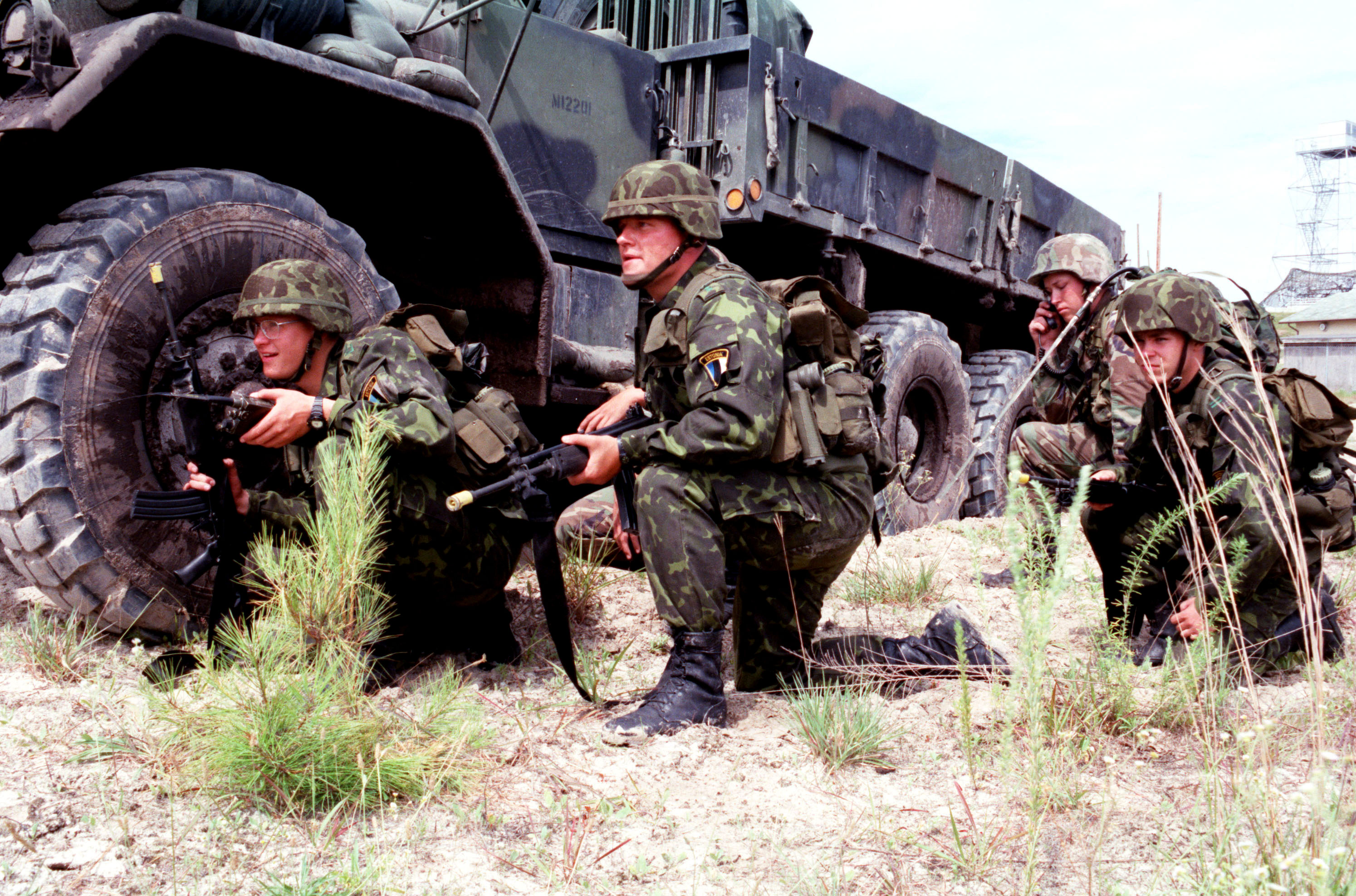
Моторизована піхота Естонії

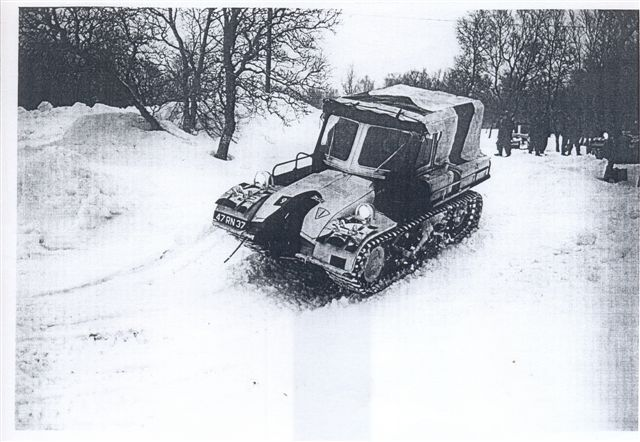
Снігохід часів Холодної війни (1975) на патрулюванні у Норвегії

У НАТО та більшості західних країн, моторизована піхота або мотопіхота це піхота, яка транспортується вантажними автомобілями або іншими моторизованими засобами. Вона відрізняється від механізованої піхоти, яка перевозиться у бронетранспортерах або бойових машинах піхоти, а також від легкої піхоти, яка може працювати автономно від елементів та засобів підтримки відносно довгий період часу та може використовуватися з повітря.

## Операції
Моторизація піхоти є першим етапом на шляху до механізації армії. Цивільні вантажівки часто легко пристосовуються до військових потреб перевезення солдатів, буксирувальних гармат, а також для перевезення обладнання та приладдя. Моторизація значно збільшує стратегічну мобільність піхотних підрозділів, які в іншому випадку мають покладатися на марші або залізниці. На практиці армії вважають вигідним розробляти вантажівки адаптовані для військової специфіки, такі як повнопривідні, щоб мати транспортні засоби, які надійно функціонують за екстремальної погоди та місцевості.
Моторизація не забезпечує прямої тактичної переваги в боях з малими підрозділами, оскільки вантажівки та джипи вразливі для вогню артилерії та вогнепальної зброї. Однак у масштабніших битвах мотопіхота має перевагу в мобільності, що дозволяє їй швидше рухатися до критичних секторів поля бою, і як наслідок краще реагувати на рухи супротивника та надає здатність перевершувати маневри противника.
Недоліком моторизації є критична залежність від наявності пального; якщо в моторизованих відділеннях не вистачає пального, у них може постати потреба покинути свій транспортний засіб.

## Історія
Перша світова війна була першим великим збройним конфліктом під час якого використовували автотранспортні засоби для переміщення припасів та персоналу, а також для ведення бою. Незахищені та панцерні автомобілі були відправлені для нападу на ворожі позиції та потяги, а також використовувалися для патрулювання фронту. Однак, це відбувалося в невеликих масштабах, і більшість переміщень відбувалися пішки та за допомогою логістики залізниць та гужовим транспортом.
Мексиканська експедиція була прикладом значного використання панцерних автомобілів кавалерією Сполучених Штатів під командуванням генерала Першинга. Тоді лейтенант Джордж Паттон познайомився з веденням механізованої війни, коли він вів невелику групу людей проти сил Вільї на ранчо Сан-Мігеліто.
Після війни основні військові потуги світу зробили висновки щодо великих переваг, які автомобільний транспорт може дати для логістики та бойової ефективності їх піхотних підрозділів.
У 1920-х, Британці створили Експериментальні механізовані сили для перевірки спроможностей загальновійськових формувань механізованих підрозділів у міжвоєний період, які включали моторизовану піхоту («моторизовані батальйони» — англ. Motor Battalions).
Переваги швидкості моторизованої піхоти вперше отримали велике значення під час Другої світової війни у німецькому Бліцкригу. Хоча вона не була стійкішою за звичайну піхоту, яка пересувалася пішки, її підвищена швидкість стала вирішальною для стратегії блискавичної війни, оскільки вона могла супроводжувати танки та прикривати їх фланги.
Незважаючи на очевидні переваги моторизації, більшість країн обрали лише часткову моторизацію своєї піхоти через значну вартість та логістичні складнощі, спричинені розгортанням такої кількості транспортних засобів. Навіть великі армії зазнали впливу цих факторів. Моторизація армій вимагала масштабної індустріалізації економіки, щоб задовольнити великі витрати на виробництво транспортних засобів, запасних частин та палива.
Основна частина німецької та радянської піхоти залишилася пішки. Хоча деякі підрозділи Вермахту, наприклад бронетанкові дивізії були високомеханізовані, більша частина армії все ще використовувала коней через непостійність поставок нафти.
Піхотні дивізії США отримали можливість моторизувати більшу частину своєї піхоти через значну індустріальну базу. Так само піхотні дивізії Британської імперії могли моторизувати вибрані підлеглі частини, але піхота зазвичай пересувалася пішки.
Нарешті, після Другої світової війни більшість армій повністю моторизували та частково механізували свою піхоту. Удосконалення техніки протягом XX століття дозволили використовувати дедалі більші транспортні засоби.
У Росії та колишньому Радянському Союзі термін мотострільці (рос. мотострелки, моторизовані стрільці) використовується здебільшого для позначення механізованої піхоти; таке використання від часу Корейської війни, переважало в усіх країнах Варшавського договору. Ці «моторизовані стрілецькі» дивізії були здебільшого механізовані, але мали ядро з моторизованої піхоти. На практиці це означало, що піхота радянської та російської «Танкової» дивізії пересувалася в повністю гусеничних машинах БМП, а «Мотострілецькі» підрозділи оснащувалися колісними машинами БТР.

## Сьогодення

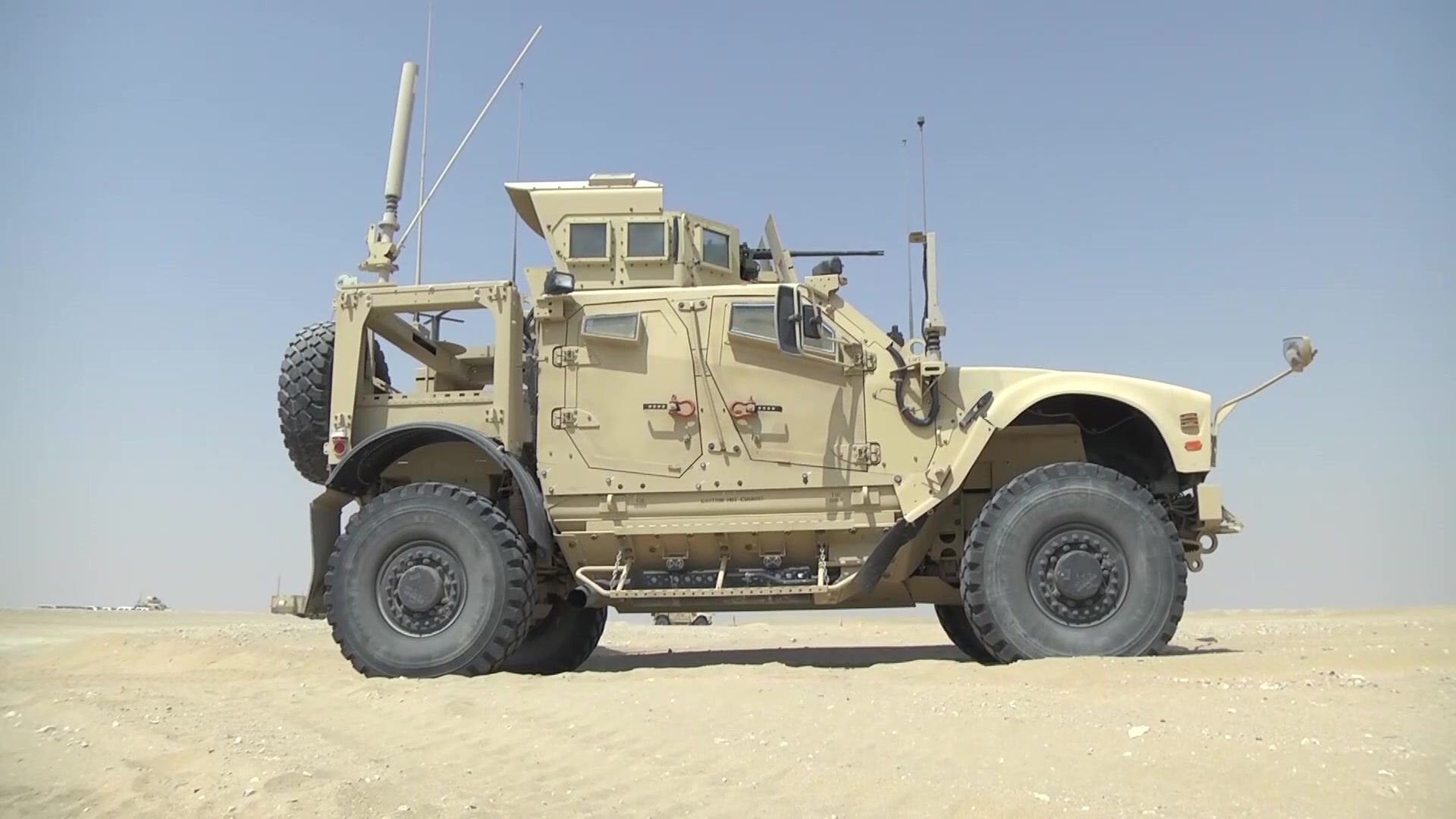
M-ATV в Кемп Бюрінг, Кувейт, під час стрільб 30 серпня 2017 року.

Після Війни у В'єтнамі, військові США осягнули необхідність використання легкого транспорту ланки загону. Цим проектом став HMMWV який екстенсивно використовувався Армією та Корпусом морської піхоти під час війни в Перській затоці, ранньої війни в Афганістані, та ранньої війни в Іраку. Останні два конфлікти призвели до масштабних повстань які призвели до зростання використання СВП. Це незабаром стало найбільшим джерелом втрат для сил НАТО. Результатом цього став перехід від легкої бронетехніки до більш механізованих машин чи більш броньованих MRAP-ів. За час використання Гамві в Іраку та Афганістані та до запровадження МРАП-ів він повільно зазнавав підвищення захисту більшими баштовими щитами, куленепроникним склом та додатковими планками на своїх дверях та компонентах. Менш броньовані, але більш швидкі та легкі MRAP були розроблені в рамках програми Joint Light Tactical Vehicle, яка наразі породила Oshkosh L-ATV та M-ATV. Він був описаний як «Перший автомобіль спеціально побудований для сучасних мереж поля бою.» Ці транспортні засоби бачили розгортання в Рояві, Сирії у операції «Непохитна рішучість».
Для транспортування поза бойовими діями американські військові застосовують різноманітні вантажні автомобілі, включаючи середні тактичні автомобілі переміщення для Корпусу морської піхоти та сімейство середніх тактичних автомобілів для армії. Національна гвардія та інші резервні підрозділи також використовують старіші моделі, як наприклад M939 5-тонн 6x6.